# Toni Trupia
Antonino Trupia, detto Toni (Agrigento, 6 maggio 1979), è un regista e sceneggiatore italiano.

## Biografia
Cresciuto a Favara, dopo il diploma si trasferisce a Roma, dove inizia a fare alcune esperienze, dirigendo diversi cortometraggi, tra questi: Rigor mortis del 1998 e Punti di vista: Favara sconosciuta. Nel 2001 decide di frequentare il corso di regia al Centro sperimentale di cinematografia. Nel 2003 collabora, come assistente alla regia al cortometraggio L'appello di un amico diretto da Mario Monicelli. Ha diretto vari cortometraggi tra cui: Fazzu tozza e jettu 'o ventu del 2001 (Arcipelago Film Festival 2002), La morte del vecchio del 2002 (presentato al Taormina Film Festival e all'European Film Festival), Za La Mort (presentato a CortoLazio 2003), Tita (Anteprima Spazio Giovani al Torino Film Festival) e Cari amici vicini e lontani del 2004, prodotto da Rai Cinema, con Lando Buzzanca, e uscito nelle sale come episodio del film Incidenti. Dopo essere stato assistente alla regia di Michele Placido, nel 2007 dirige L'uomo giusto.
Nel 2010 ha collaborato alla sceneggiatura del film Vallanzasca - Gli angeli del male, diretto da Michele Placido. Nel 2012  è uscito nelle sale Itaker - Vietato agli italiani, il suo secondo lungometraggio, candidato ai Nastri d'argento per il miglior attore e ai Globi d'oro per la sceneggiatura. Nel 2013 ha realizzato il cortometraggio documentario Honey per conto dell'Ismea.
Ha realizzato per la web TV di Il fatto quotidiano la serie di documentari Alfabeto. Per Sony Classic ha diretto il videoclip Hid & Lenny, con il musicista Piero Salvatori. Nel mese di ottobre 2016 è stato presentato il documentario Ero Malerba in occasione del festival internazionale Visioni dal mondo (premio Unicredit Pavillion Giuria Tecnica e il premio Unicredit Pavillion Giuria Giovani, menzione speciale ai Nastri d'argento). È tra gli sceneggiatori del film 7 minuti, di Michele Placido, presentato al Roma Cinema Fest 2016.

### Altre attività
Ha insegnato regia alla Nuct di Roma. È docente di regia presso la Scuola di cinema Sentieri selvaggi di Roma.

## Filmografia

### Regista

#### Cortometraggi
- Rigor mortis (1998)
- Punti di vista: Favara sconosciuta (1998)
- Fazzu tozza e jettu 'o ventu (2001)
- La morte del vecchio (2002)
- Za La Mort (2003)
- Tita (2003)

#### Documentari
- Honey - cortometraggio (2013)
- Ero Malerba (2016)

#### Lungometraggi
- Cari amici vicini e lontani, episodio del film Incidenti (2004)
- Itaker - Vietato agli italiani (2012)
- La primavera (2024)

### Sceneggiatore

#### Cortometraggi
- Rigor mortis, regia di Toni Trupia (1998)
- Punti di vista: Favara sconosciuta, regia di Toni Trupia (1998)
- Fazzu tozza e jettu 'o ventu, regia di Toni Trupia (2001)
- Za La Mort, regia di Toni Trupia (2003)

#### Documentari
- Honey - cortometraggio (2013)
- Ero Malerba, regia di Toni Trupia (2016)

#### Lungometraggi
- Cari amici vicini e lontani, episodio del film Incidenti (2004)
- L'uomo giusto, regia di Toni Trupia (2007)
- Vallanzasca - Gli angeli del male, regia di Michele Placido (2010)
- Itaker - Vietato agli italiani, regia di Toni Trupia (2012)
- 7 minuti, regia di Michele Placido (2016)
- Eterno visionario (2024)

### Assistente alla regia

#### Cortometraggi
- L'appello di un amico, regia di Mario Monicelli (2003)

#### Lungometraggi
- Romanzo criminale, regia di Michele Placido (2005)